# Segudet
Segudet é uma localidade de Andorra, situada na Paróquia de Ordino. Situada a 1.327 metros de altitude, sua população em junho de 2024 foi estimada em 60 habitantes.
Em Segudet está localizada a Casa Branca, um exemplar significativo da arquitetura vernacular andorrana datado do século XVII. Com planta retangular, a construção destaca-se por elementos decorativos tradicionais e anexos como eiras e columbário, formando uma unidade agrícola autossuficiente. Originalmente pertencente à família Call, foi adquirida pela família Areny e manteve-se praticamente inalterada ao longo dos séculos, preservando seu valor histórico e cultural. A estrutura ilustra a organização social e econômica das antigas propriedades rurais de Andorra.